# Bundesstraße 227
Die Bundesstraße 227 (Abkürzung: B 227) ist eine ursprünglich 41 Kilometer lange Bundesstraße in Nordrhein-Westfalen (Deutschland) und verbindet die großen Ruhrgebietsstädte Essen und Mülheim mit südlich der Ruhr gelegenen kleineren Städten Ratingen, Heiligenhaus und Velbert.

## Verlauf

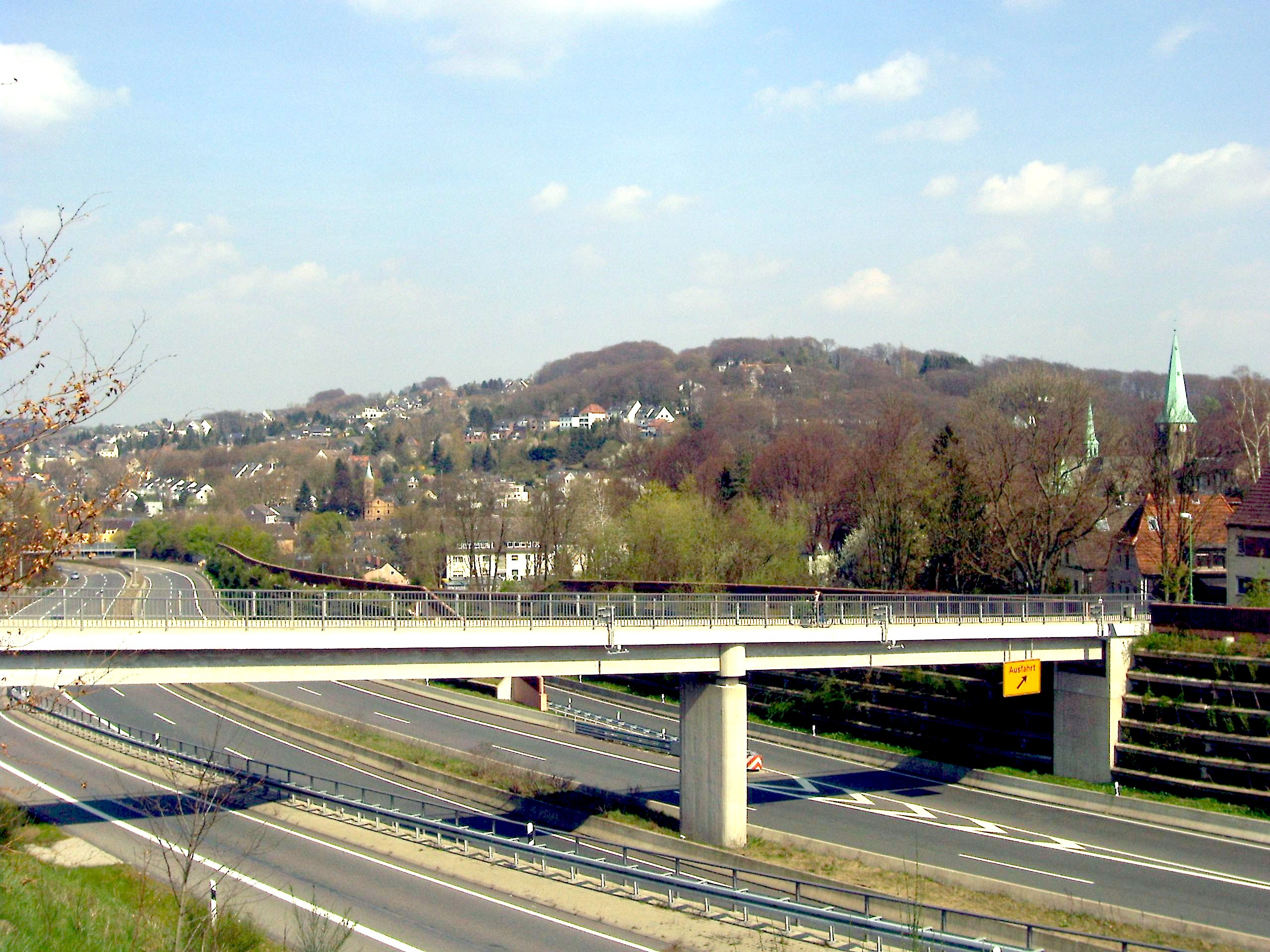
Die damalige B 227 bei Essen-Kupferdreh (heute Teil der A 44)

Die B 227 beginnt an der A 52 an der Anschlussstelle Breitscheid im Stadtgebiet von Ratingen und bildet die Fortsetzung der B 1, die hier, von Mülheim kommend, über die A 52 nach Düsseldorf führt, während die B 227 nach wenigen Kilometern am Kreisverkehr Krummenweg in östlicher Richtung abbiegt. Über Ratingen-Hösel führt sie nach Heiligenhaus bis kurz vor der Auffahrt zur A 44, die sie an Velbert vorbei bis zur Anschlussstelle Essen-Heisingen ersetzt.
Von dort führt die B 227 als vierspurige Stadtstraße weiter in Richtung des Essener Stadtzentrums (Wuppertaler Straße und Ruhrallee).
Von der Anschlussstelle Essen-Bergerhausen der A 52 bis zur Anschlussstelle Gelsenkirchen-Süd der A 40 ist die Bundesstraße 227 durch die beiden Autobahnen ersetzt.
Von der noch auf dem Gebiet von Essen-Kray liegenden Anschlussstelle Gelsenkirchen-Süd führt die Bundesstraße als Halterner Straße ins Stadtzentrum von Gelsenkirchen und durchquert anschließend, beginnend an der Hauptwache der Gelsenkirchener Polizei am Wildenbruchplatz, von Süden nach Norden den Osten der Stadt (Hohenzollernstraße, Bismarckstraße, Münsterstraße). Am Gelsenkirchener Zoo (ZOOM-Erlebniswelt) überquert die B 227 die Emscher und den Rhein-Herne-Kanal und endet unmittelbar danach an der Kreuzung mit der B 226. Als gut ausgebaute Fortsetzung der B 227 führt die Münsterstraße noch 3 km weiter bis zur Anschlussstelle Herten (7) der A 2 an der Stadtgrenze zwischen Gelsenkirchen und Herten.

## Mitbenutzung durch Straßenbahnen
Am Emscherübergang zwischen Gelsenkirchen-Bismarck und Erle (zwischen dem Zoobahnhof und der Kreuzung mit der B 226 am Forsthaus Erle) benutzt die Straßenbahn-Linie 301 der Bogestra die B 227 auf einem besonderen Bahnkörper in Mittellage mit.

## Geschichte
Der Abschnitt von Breitscheid nach Velbert der heutigen B 227 hat seine Ursprünge in dem Hilinciweg.
Das Teilstück zwischen der A 40 und der Einmündung in die B 226 in Gelsenkirchen wurde erst zum 1. Januar 1967 zur Bundesstraße aufgestuft.
Der Abschnitt zwischen der A 40 und der Gelsenkirchener Innenstadt ist Bestandteil der verworfenen Planung der A 41, der Nord-Süd-Autobahn Gelsenkirchen.
Nach dem Bau der Ortsumfahrung durch Essen-Kupferdreh als Hochstraße und der anschließenden Ruhrbrücke (Theodor-Heuss-Brücke, fertiggestellt 1968) und der Fertigstellung der A 52 wurde die Strecke der B 227 in Essen auf die Wuppertaler Str./Ruhrallee bis zur Anschlussstelle Essen-Bergerhausen umgelegt, und damit, neben Kupferdreh, auch die Ortsdurchfahrt von Essen-Steele entlastet. Die B 227 endete in Essen-Kray an der B 1.
Nach Fertigstellung des Neubauabschnittes von Essen-Dilldorf zur AS Langenberg, wurde zum 1. Januar 2008 die alte Strecke der B 227 zwischen Dilldorf und der AS Heiligenhaus-Hetterscheid (Ortsdurchfahrt Velbert) der A 44 zur Landes- bzw. Kreisstraße abgestuft.
B 227n
Als B 227n wurde zuletzt der 3,7 Kilometer lange Neubauabschnitt zwischen Essen-Dilldorf und Velbert-Langenberg während der Planungs- und Bauphase bezeichnet, der die Ortsumgehung von Essen-Kupferdreh mit der A 44 verbindet.
Dieser Abschnitt ersetzt die alte, schmale, kurvenreiche und daher sehr unfallanfällige Führung der B 227 über die Rodberger Straße.
Der Neubauabschnitt wurde nach siebenjähriger Bauzeit am 5. Dezember 2005 eröffnet und als Bundesstraße 227 gewidmet. Nach Angaben des Landesbetrieb Straßenbau NRW wurden 32,6 Millionen Euro in den Neubau investiert.
Dieser neue Abschnitt und die daran anschließende Ortsumfahrung von Essen-Kupferdreh bis zur Anschlussstelle Essen-Heisingen sind autobahnähnlich ausgebaut, mit durchgehend vier Fahrspuren plus Standstreifen und einem Tempolimit von 80 bzw. 100 km/h.
Daher wurde dieser Abschnitt zum 1. Januar 2010 zur Bundesautobahn umgewidmet und der A 44 zugeschlagen.

## Planungen
Die Abschnitte zwischen Breitscheid und Heiligenhaus sowie zwischen Essen-Heisingen und Essen-Bergerhausen sollen durch Lückenschlüsse der A 44 zwischen Ratingen und Heiligenhaus sowie den Ruhralleetunnel in Essen entlastet bzw. ersetzt werden.